# Зубковичи (Житомирская область)
Зу́бковичи (укр. Зубковичі) — село на Украине, основано в 1583 году, находится в Олевском районе Житомирской области.
Код КОАТУУ — 1824483201. Население по переписи 2001 года составляет 1643 человека. Почтовый индекс — 11043. Телефонный код — 4135. Занимает площадь 3,79 км².

## Адрес местного совета
11043, Житомирская область, Олевский р-н, с. Зубковичи, ул. Житомирская, 44